# Тунел под Шипка
Тунелът под Шипка е планиран пътен тунел, който ще преминава през Стара планина в района около град Габрово и ще осигурява връзка между Северна и Южна България. Тунелът е част от републикански път I-5 и е важен елемент от Паневропейски транспортен коридор 9, който свързва северна Европа с Александруполис, Гърция. Не е ясно кога тунелът ще бъде пуснат в експлоатация след многобройни отлагания на сроковете по проектирането и строителството му.

## История
За първи път идеята за изграждане на тунел се споменава през 1897 г. Тогава Деветото народно събрание единодушно одобрява проект за прокарване на железопътен тунел под Шипка. Година по-късно правителството на Константин Стоилов пада и се започва работа по други приоритетни проекти поради корумпирано лобиране тунелът да мине покрай френска мина на 10 km източно, по този начин заобикаляйки фатално важни градове като Казанлък и Габрово.
Първите проектни разработки за тунелно преминаване на Стара планина са изготвени през 1970 г., като геоложките данни показват, че районът е подходящ за тунелно строителство. През 1994 г. се провежда търг с международно участие, в който участват 14 фирми от Франция, Швейцария, Австрия, Гърция, Турция и България. Поради политическата нестабилност търгът се проваля, въпреки че е спечелен от голяма европейска фирма.
През 1999 г. Министерството на регионалното развитие и благоустройството възлага да се актуализира проекта и да бъде предложен за финансиране от OECF (на англ. Overseas Economic Cooperation Fund) – японски фонд за задгранично икономическо сътрудничество. Интерес проявяват много японски фирми, а очакваната стойност на проекта е 125 млн. щатски долара. Въпреки това, правителството на Иван Костов взема решение да отпусне държавната гаранция за метросистема в София и средствата от Японската банка за възстановяване и развитие отиват там, а проектът за тунела е замразен.

## Актуален проект
През 2015 г. правителството на Бойко Борисов потвърждава ангажимента си да изгради тунела с финансиране от държавния бюджет. Проектът е разделен на две фази.

### Фаза I
Фаза I е в процес на изпълнение и включва строителството на обходен път на Габрово с дължина 23,25 km, както и изготвяне на разширен идеен проект за тунела под връх Шипка. Средствата за реализиране на проекта са осигурени чрез подписан на 14 май 2013 г. договор за безвъзмездна финансова помощ между Министерството на транспорта, информационните технологии и съобщенията и Агенция „Пътна инфраструктура“ на стойност 98 562 050,88 лв.

### Фаза II
Фаза ІІ е предвидена за изпълнение след 2018 г. и включва изграждането на обходен път с дължина 10,340 km, пътен тунел „Шипка" с дължина 3,2 km с габарит: широчина – 10 m; височина – 4,8 m; брой на лентите за движение 2 × 3,75 м. Проектът има прогнозна стойност в размер до 520 млн. лв. и ще се финансира при наличие на свободен финансов ресурс в рамките на бюджета на Оперативна програма „Транспорт и транспортна инфраструктура“ 2014 – 2020, и/или със средства от държавния бюджет. През 2018 г. България и Китай подписват рамково споразумение за строителство и финансиране на проекта.
На 8 юни 2022 г. Агенция „Пътна инфраструктура“ подписва договорите за проектиране, строителство и строителен надзор на проекта. Предвижда се по трасето да има 5 тунела, като най-дългият ще бъде с дължина 3,2 км.  Стойността на проекта е 358 020 000 лв. с ДДС. Срокът за изпълнение на обществената поръчка е 240 дни (8 месеца) за проектиране и 1280 дни (три години и половина) за строителство.
- km 0+000 село Стоманеците
- Тунел № 1 от km 22+720 до km 22+891, дължина 171 метра
- Тунел № 2 от km 24+400 do km 27+620, дължина 3220 метра
- Тунел № 3 от km 27+800 до km 28+040, дължина 240 метра
- Тунел № 4 от km 28+930 до km 29+020, дължина 90 метра
- Тунел № 5 от km 29+120 до km 29+410, дължина 290 метра
- km 30+673 град Шипка

### Критики
Строителството на обходния път на Габрово и тунелът под Шипка са критикувани от различни екологични организации.
- Подценен е вариантът за дълъг тунел (7400 m), който е разглеждан още през 2008 г. Вместо това е приет къс вариант на тунел (3200 m), което означава път с дължина над 4 km и ширина между 15 и 40 m да бъде изграден директно през Природен парк Българка и защитена зона Българка от Натура 2000 по директивата за птиците и директивата за местообитанията.
- Предложеният обходен път минава през водосборния басейн на река Козята, която чрез три водохващания и деривация се вливат в язовир Христо Смирненски. Това би могло да създаде опасност от недостиг на питейна вода в Габрово и региона, което е малко вероятно, ако се спазват протоколът на строителство.
- Трасето Велико Търново – Стара Загора през Прохода на Републиката е 25 km по-късо от трасето през Габрово и е на по-ниска надморска височина (700 m).
- Проектът създава опасност за движението, тъй като е проектиран като една двупосочна тръба, която е с надлъжен наклон към юг (т.е. северният вход е с по-висока надморска височина спрямо южния такъв).